# Nilson Pimenta
Nilson Pimenta da Costa (Caravelas, 25 de junho de 1957 - Cuiabá, 23 de dezembro de 2017) foi um desenhista e pintor brasileiro.

## Biografia e carreira
Nilson Pimenta é natural de Caravelas, na Bahia, e mudou-se para o sul do Mato Grosso com a família aos seis anos de idade. Ele trabalhou como peão, lavrador e cortador de cana em várias localidades do Espírito Santo e de Mato Grosso, até ir morar em Cuiabá em 1978.
Pimenta começou a desenhar com lápis de cor ainda em 1978 e entrou em contato com as tintas apenas em 1980. Aprimorou sua técnica em ateliê sob orientação de Aline Figueiredo e Humberto Espíndola. Ele tabalhou como guarda-vigilante e, em 1981, torna-se orientador do Ateliê Livre da Universidade Federal de Mato Grosso. Passou a trabalhar também com escultura em 1996.
Desde o início de sua carreira destacou-se como artista naïf, tendo recebido vários prêmios em salões. Pimenta articipou da Bienal Naïfs do Brasil, em 1988 e 2000, e da “Mostra do Redescobrimento” Brasil 500, no ano 2000. O artista faleceu em 23 de dezembro de 2017 após sofrer um infarto.
Em 2021, o documentarista Amilton Martins da Silva produziu o documentário de curta-metragem Mestre das Artes: Nilson Pimenta sobre a vida e obra de Nilson Pimenta. O projeto te apoio da Secretaria de Estado de Cultura, Esporte e Lazer (Secel-MT).